# Louis Lebel (musicien)
Pour les articles homonymes, voir Louis Lebel et Lebel.
Louis Lebel est un organiste, pédagogue et compositeur français né le 10 février 1831 à Nangis et mort le 12 octobre 1888 à Paris. Il est l'un des organistes aveugles les plus renommés du XIXe siècle.

## Biographie
Louis-Bon Lebel naît le 10 février 1831 à Nangis (Seine-et-Marne),.
Il entre à l'âge de dix ans à l'Institution des jeunes aveugles de Paris, où il obtient des prix de piano, violon et orgue. Il est notamment élève de Gabriel Gauthier, organiste de l'église Saint-Étienne-du-Mont,,.
À partir de 1849, Louis Lebel étudie au Conservatoire de Paris, où il est élève de François Benoist (orgue) et de Fromental Halévy (fugue et contrepoint),.
En 1851, il est nommé professeur d'orgue et de composition à l'Institut des jeunes aveugles. Au sein de l'institution, il enseigne également le violon puis dirige la classe d'orchestre, succédant à Roussel, mort en 1869,,. Comme pédagogue, il a formé de nombreux élèves, parmi lesquels Albert Mahaut, Adolphe Marty et Louis Vierne,.
De 1853 à sa mort, Lebel est organiste de Saint-Étienne-du-Mont, où il est le successeur de son maître Gabriel Gauthier,,.
Comme interprète, il est l'un des organistes aveugles les plus renommés du XIXe siècle.
Comme compositeur, Louis Lebel est l'auteur de cantates composées en l'honneur de Valentin Haüy (cantate jouée à l'inauguration dans la cour de l'Institut de la statue de Haüy) et de Louis Braille, d'une quinzaine de pièces de genre éditées pour piano, dont Les Pittoresques (1881), et de quelques œuvres posthumes.
Il meurt le 12 octobre 1888 à Paris. Il était officier d'Académie.